# Аци
Аци (груз. აცი) — село в Грузии, на территории Местийского муниципалитета края (мхаре) Самегрело-Верхняя Сванетия.

## География
Село находится в северо-западной части Грузии, на правом берегу реки Ингури, на расстоянии приблизительно 4 километров (по прямой) к юго-востоку от посёлка городского типа Местиа, административного центра муниципалитета.

## Население
По результатам официальной переписи населения 2014 года в Аци проживало 6 человека (4 мужчины и 2 женщины). В национальной структуре населения грузины составляли 100 %.